# Romagnieu
Romagnieu – miejscowość i gmina we Francji, w regionie Owernia-Rodan-Alpy, w departamencie Isère.
Według danych na rok 1990 gminę zamieszkiwały 1 122 osoby, a gęstość zaludnienia wynosiła 66 osób/km² (wśród 2880 gmin regionu Rodan-Alpy Romagnieu plasuje się na 718. miejscu pod względem liczby ludności, natomiast pod względem powierzchni na miejscu 653.).